# Альберто Ельяні
Альберто Ельяні (італ. Alberto Eliani, 14 січня 1922, Трієст — 8 січня 2009, Сан-Бенедетто-дель-Тронто) — італійський футболіст, що грав на позиції захисника, зокрема за «Фіорентину», «Рому», а також національну збірну Італії. По завершенні ігрової кар'єри — тренер.

## Клубна кар'єра
Народився 14 січня 1922 року в Трієсті. Вихованець футбольної школи клубу «Понціана». Дорослу футбольну кар'єру розпочав 1939 року в основній команді того ж клубу, в якій провів три сезони, взявши участь у 23 матчах чемпіонату, згодом протягом 1942–1943 років грав за «Модену», а в змаганнях воєнного часу виступав за «Ампелеа».
З відновленням повноцінних загальнонаціональних футбольних змагань у повоєнній Італії 1945 року продовжив кар'єру у «Фіорентині». Був основним гравцем захисту команди протягом наступних п'яти сезонів.
1950 року уклав контракт зі столичною «Ромою», у складі якого провів понад 100 ігор в італійській першості протягом наступних шести років своєї кар'єри. 
Завершував ігрову кар'єру як граючий тренер нижчолігової команди «БПД Коллеферро» протягом 1956—1957 років.

## Виступи за збірну
1948 року провів дві офіційні гри у складі національної збірної Італії.

## Кар'єра тренера
Отримавши перший досвід тренерьскої роботи у нижчоліговому «БПД Коллеферро», де був граючим тренером, 1958 року очолив тренерський штаб клубу «Самбенедеттезе». З перервами тренував цю команду протягом наступного десятиліття. У цей період також працював з командами «Брешії» (у 1960–1961 роках), «Удінезе» (у 1962–1964) та «Казертани» (у 1966–1967).
З 1969 року протягом сезону тренував «Асколі», а на початку 1970-х попрацював з командами «К'єті», «Массезе» і «Трапані».
Помер 8 січня 2009 року на 87-му році життя в Сан-Бенедетто-дель-Тронто.
| Дата      | Місто | Господарі | Результат | Гості  | Турнір           | Голи | Примітки |
| --------- | ----- | --------- | --------- | ------ | ---------------- | ---- | -------- |
| 4-4-1948  | Париж | Франція   | 1 – 3     | Італія | товариський матч | -    |          |
| 16-5-1948 | Турин | Італія    | 0 – 4     | Англія | товариський матч | -    |          |
| Усього    |       | Матчів    | 2         |        | Голів            | 0    |          |